# 能登一之宮站
能登一之宮站（日语：／ Noto-ichinomiya eki */?）是位於石川縣羽咋市一之宮町，北陸鐵道能登線的鐵路車站（廢站）。

## 概要
此站最接近氣多大社，在正月會有許多初詣客。當時會有直通臨時列車從國鐵七尾線與能登線駛入此站。

## 歷史
- 1925年（大正14年）3月3日：能登鐵道開設此站[1]。
- 1943年（昭和18年）10月13日：在合併後成為北陸鐵道能登線的車站。
- 1972年（昭和47年）6月25日：能登線全線廢除，此站也被廢除[1]。

## 車站構造
此站是地面車站，設有2面2線的單式月台。

## 現狀
車站遺址變成物料儲存區。連接氣多大社的道路上還有鳥居。

## 相鄰車站
北陸鐵道
能登線
羽咋－能登一之宮－瀧

## 注腳
1. 1 2  今尾惠介. . 日本: 新潮社. 2008年10月18日: 32. ISBN 9784107900241.
2. 1 2  （Photo Publishing，2022年4月刊）129頁

## 相關項目
- 日本鐵路車站列表 No